# Templo de Zeus Theos, Dura Europos

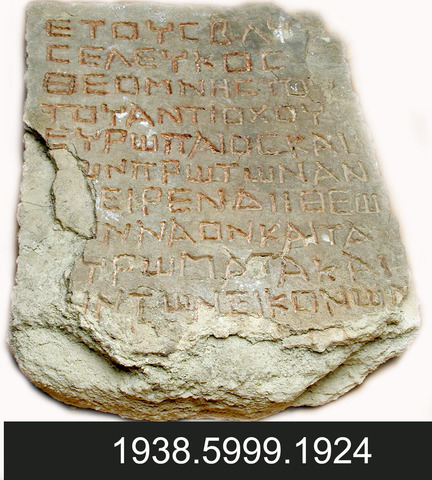
Inscripción dedicada del 120/121 d. C.

El Templo de Zeus Theos en Dura Europos fue construido en el siglo II d. C. y fue uno de los santuarios más importantes de la ciudad. La estructura estaba ubicada en el centro del asentamiento. Tenía una superficie de alrededor de 37 m² y ocupaba media manzana. Fue excavado por un equipo estadounidense-francés entre diciembre de 1933 y marzo de 1939. 

## Descripción
La entrada al templo estaba en el lado este. Encima había una inscripción que nombraba al constructor como un Seleukos y el año de construcción como 114 d. C. Es incierto si esta fecha se refiere a la construcción de la puerta o del templo como un todo. El complejo del templo contenía un patio monumental, dentro del cual había un gran Naos. En los lados norte y sur del patio había una serie de habitaciones, la mayoría con bancos que cubrían todas las paredes. 
El Naos estaba ubicado en el lado oeste del patio como una estructura independiente. Tenía cuatro habitaciones. La más grande era la cella. Esta tenía pinturas murales que se encontraron en pequeños fragmentos pero que pudieron ser reconstruidas en gran parte. En la pared posterior se representó la imagen de culto del dios. Estaba parado junto a un carro y era  coronado por Nike. En las paredes laterales de la sala había tres listas con imágenes  de los donantes que habían financiado este templo y sus familiares. Sus nombres estaban escritos junto a sus imágenes. Parecen ser miembros de dos familias influyentes, una de las cuales se conoce como la familia de Lysias. Se encontraron varias inscripciones, todas en griego. Junto a la cella había una habitación más pequeña, que probablemente era la tesorería del templo. Algunas piedras preciosas fueron encontradas aquí. Una inscripción dedicatoria en una estela está fechada en 120/121 dC y fue dedicada por un Seleukos. 